# トーマス・ラルヒャー
トーマス・ラルヒャー (Thomas Larcher, 1963年9月16日インスブルック - )は、オーストリアの作曲家、ピアニスト。

## 経歴

### 演奏家としての活動
トーマス・ラルヒャーはウィーン国立音楽大学で教育を終えた。そこではハインツ・メジモレツとエリザーベト・レオンスカヤにピアノを、エーリヒ・ウルバンナーに作曲を学んだ。彼は在学中からとりわけ現代音楽の領域でピアニストとして知られるようになった。
ラルヒャーはクラウディオ・アバド、ピエール・ブーレーズ、デニス・ラッセル・デイヴィス、フランツ・ウェルザー＝メストらの指揮で演奏したことがあり、ハインツ・ホリガー、オルガ・ノイヴィルト、イザベル・ムンドリーのような作曲家の作品を演奏している。
彼はまた積極的に音楽祭に関わっている。彼は「Sound Traces/Klangspuren」音楽祭 (1993から2004まで開催) と「Music in the Giant/Musik im Riesen」音楽祭(2004から開催)を創設した。ピアニストとしてはECMに1997年からホリガーの「無言歌」で参加、現在もECMを中心に活動を継続している。

### 作曲家としての活動
数年来、ラルヒャーは作曲を主としており、オーストリアの現代音楽の主要な作曲家の一人と見なされている。彼の初期の作品（“Naunz”, “Cold Farmer” and “Kraken”を含む）は主にピアノと室内オーケストラ向けだったが、近年は並行して室内楽（弦楽四重奏曲第２番、第３番、My Illness is the Medicine I Need）やオーケストラやアンサンブルのための曲、独奏とオーケストラのための曲（“Bose Zellen、“Die Nacht der Verlorenen”など）に広がっている。
ラルヒャーは国際的に有名なソロイストとアンサンブル（ロンドン・シンフォニエッタ、アルテミス弦楽四重奏団、ハインリヒ・シフ、マティアス・ゲルネ、ティル・フェルナー、ウィーン放送交響楽団、サンフランシスコ交響楽団）のために数多くの作品を書いている。またルツェルン音楽祭、ロンドンのサウスバンク・センター、ウィグモア・ホール、アムステルダムの土曜日のマチネから作品を委嘱されている。
作風はオクターブやメロディーが素直に出ており、主題はソロあるいは第1バイオリンで提示されるほど簡明である。Proms2016で発表した「交響曲第二番」もA音上の短三和音を執拗に誇示する一方で、ストラヴィンスキー風の楔を単純なリズムで刺し続けた後にメロディーが回帰しており、前衛音楽というよりは映画音楽のスタイルといって過言ではない。ただECMと契約してからオーケストラからの人気や人望は厚く、大編成での仕事をつぎつぎとこなしている。「ピアノとオーケストラのための協奏曲(2020-2021)」もオクターブとメロディーに支えられ、緩と急の楽章の対比は古典音楽のように明確である。